# Haus Hohencampf

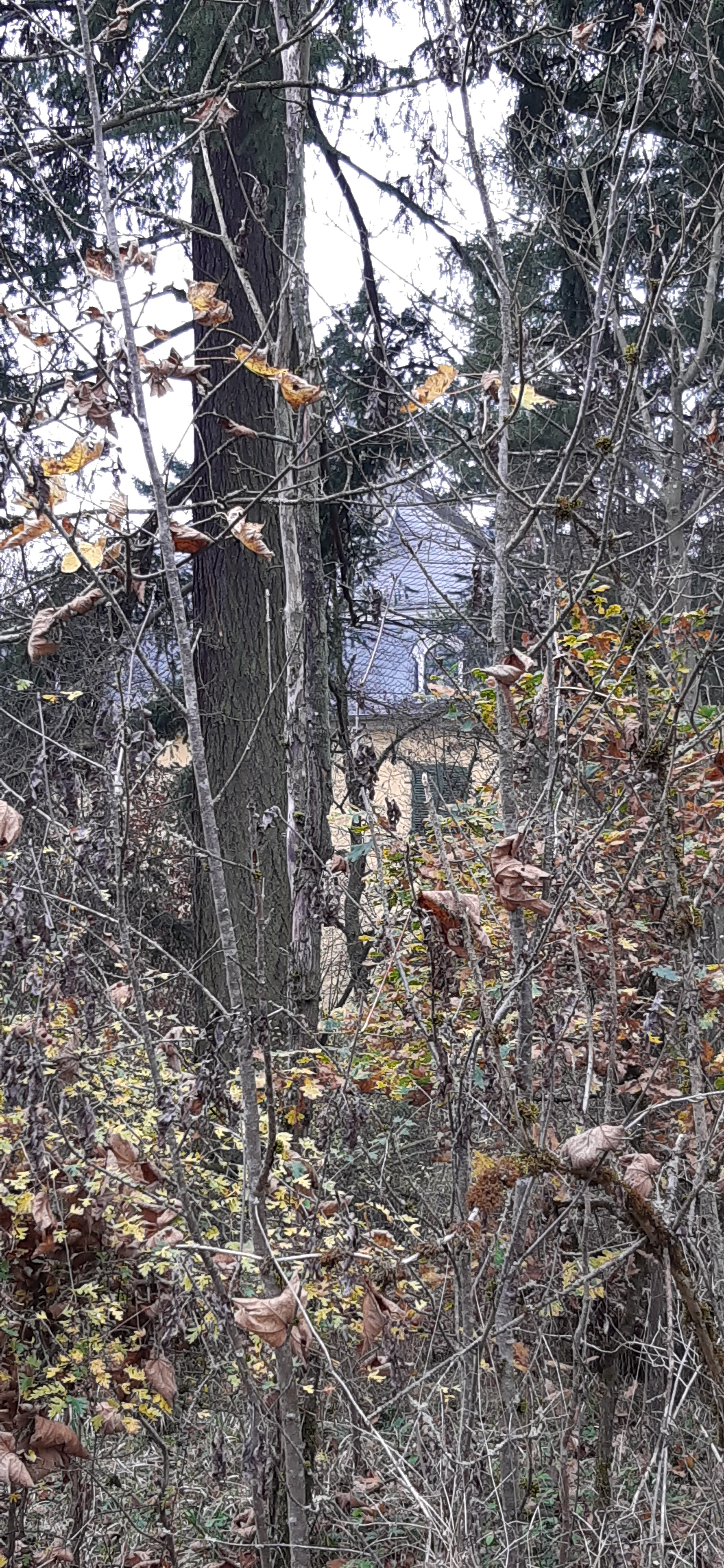
Das Haus Hohencampf über dem Ort Dalwigksthal inmitten umgebenden Waldes

Haus Hohencampf, auch Haus Hohenkampf, ist ein Herrenhaus in Dalwigksthal, einem Ortsteil der Stadt Lichtenfels im nordhessischen Landkreis Waldeck-Frankenberg.
Das Haus ist neben der Burg Lichtenfels, dem Haus Sand und dem Haus Kampf der vierte und jüngste Herrensitz der Familie von Dalwigk in Dalwigksthal. Es wurde 1899 durch Adele von Dalwigk, geb. von Dunten, (1839–1911) errichtet, der zweiten Frau und Witwe des hessen-darmstädtischen Ministerpräsidenten Reinhard von Dalwigk (1802–1880). Es befindet sich, von Wald umgeben, nördlich der Mündener Straße auf 341 m Höhe am Mühlenberg, am nordwestlichen Ortsrand von Dalwigsthal, etwa 150 Meter nordnordöstlich von Haus Kampf.
Das Haus ist ein zweigeschossiges Wohnhaus im Stil des Neobarocks auf hohem Sockel mit etwa 20 × 14 m Grundriss. Es hatte ursprünglich ein begehbares Flachdach mit Geländer, erhielt dann aber 1910 ein Mansardwalmdach. An der südlichen Langseite befinden sich ein Mittelrisalit mit Allianzwappen der Familien von Dunten und von Dalwigk (und der Jahreszahl 1899) im Dreiecksgiebel sowie ein vorgebauter Altan im Erdgeschoss und Sockel. Der westlichen Schmalseite ist mittig ein runder Treppenturm mit einem das Mansarddach überragenden Spitzkegeldach vorgesetzt.
Das Haus ist äußerlich im Zustand von 1910 erhalten. Erst 1967 wurde es an die örtliche Wasserversorgung angeschlossen.